# ケプラー (月のクレーター)

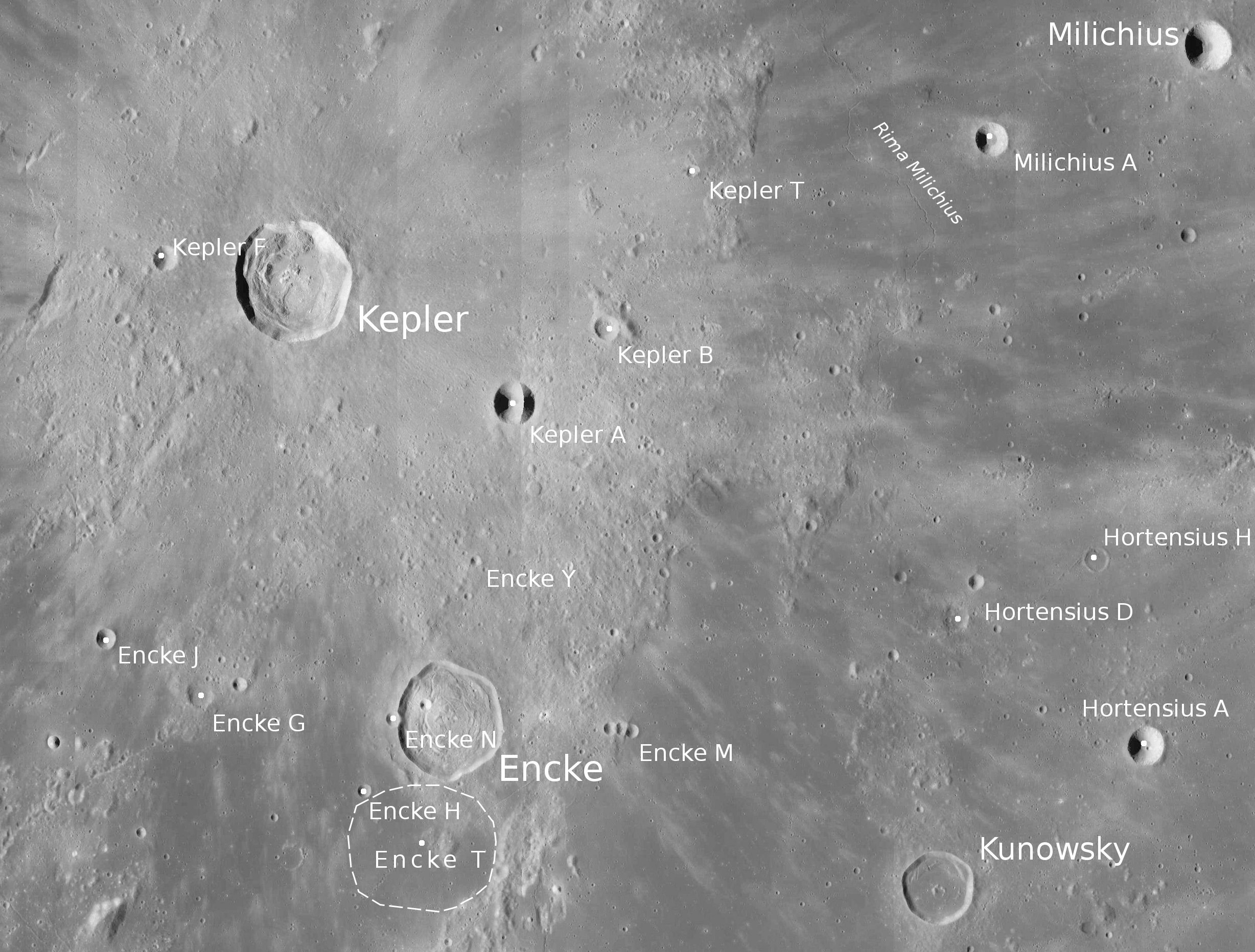
ルナー・リコネサンス・オービターが撮影したケプラーと周辺のクレーター。ケプラーの周りに降り積もった噴出物が見える

ケプラー（Kepler）は嵐の大洋と島の海の間にある月のクレーター。南にはエンケが存在する。
ケプラーから広がる光条は暗い月の海ではよく目立っており、その光条は他のクレーターの光条も覆ながら、300km以上伸びている。
ケプラーには外側の高い縁辺には小さな噴出物のランパートが存在する。外壁はあまり丸くなく、多角形に近い形状をしている。内壁は急に落ち込んでおり、底面は平らではなく、中心部は少し盛り上がっている。
ティコクレーターからの光条の一部が嵐の大洋を横切り、ケプラーを交差している。ヨハネス・ケプラーはティコ・ブラーエの残した観測記録を利用してケプラーの法則を導いたことから、リッチョーリはこのクレーターをケプラーと名付けた。
リッチョーリの地図には、このクレーターは Keplerus と書かれており、周囲の高いアルベドの部分はInsulara Ventorum（「風の島々」）と書かれていた。

## 従属クレーター
| Kepler | Latitude | Longitude | Diameter |
| ------ | -------- | --------- | -------- |
| A      | 7.2° N   | 36.1° W   | 11 km    |
| B      | 7.8° N   | 35.3° W   | 7 km     |
| C      | 10.0° N  | 41.8° W   | 11 km    |
| D      | 7.4° N   | 41.9° W   | 10 km    |
| E      | 7.4° N   | 43.9° W   | 6 km     |
| F      | 8.3° N   | 39.0° W   | 7 km     |
| P      | 12.2° N  | 34.0° W   | 4 km     |
| T      | 9.0° N   | 34.6° W   | 3 km     |